# محمد عبدالله (بازیکن فوتبال، زاده ۱۹۹۷)
محمد عبدالله (انگلیسی: Mohammad Abdullah؛ زادهٔ ۱۶ اکتبر ۱۹۹۷) بازیکن فوتبال اهل بنگلادش است.
وی همچنین در تیم‌های ملی فوتبال زیر ۲۳ سال بنگلادش و بنگلادش بازی کرده است.